# Amstel Gold Race 1972
L'Amstel Gold Race 1972, settima edizione della corsa, si svolse il 26 marzo 1972 su un percorso di 237 km da Heerlen a Meerssen. Fu vinto dal belga Georges Pintens, che terminò in 6h 17' 39".

## Ordine d'arrivo (Top 10)
| Pos. | Corridore         | Squadra     | Tempo    |
| ---- | ----------------- | ----------- | -------- |
| 1    | Walter Planckaert | Watney-Avia | 6h17'39" |
| 2    | Willy de Geest    | Van Cauter  | s.t.     |
| 3    | Joop Zoetemelk    | Flandria    | s.t.     |
| 4    | Gerard Vianen     | Goudsmit    | a 14"    |
| 5    | Willy Planckaert  | Goldor      | s.t.     |
| 6    | André Dierickx    | Flandria    | s.t.     |
| 7    | Frans Verbeeck    | Watney-Avia | s.t.     |
| 8    | Gerben Karstens   | Rokado      | s.t.     |
| 9    | Rik Van Linden    | Van Cauter  | s.t.     |
| 10   | Willy Teirlinck   | Sonolor     | s.t.     |